# 陆云
陆云（262年—303年），字士龙，吴郡吴县（今江苏苏州）人，西晋文学家，吴丞相陆逊之孫，吴大司马陆抗之子，与其兄陆机合称“二陆”，曾任清河内史，故世称“陆清河”。

## 生平
陆云六岁即能文，被荐举时十六岁。吴亡，不受重用，与其兄隐退故里，十年闭门勤学。期間兩人經常來到由拳县郊外的华亭遊玩。晋武帝太康十年（289年），陆机和陆云来到京城洛阳。初時由於談吐有吳國鄉音，受時人嘲弄，陆氏兄弟不氣餒，访太常张华，张华颂之：“伐吴之役，利获二俊。”，並介绍給刘道真，日後二陆名气大振。时有“二陆入洛，三张减价”之说（“三张”指张载、张协和张亢）。
后陆云任吴王司马晏的郎中令，直言敢谏，经常批评吴王弊政，頗受司马晏禮遇，先后曾任尚书郎、侍御史，太子中舍人、中书侍郎、清河内史等职。
兄陆机死于“八王之乱”而被夷三族后，陆云也为之牵连入狱。尽管许多人上疏司马颖请求不要株连陆云，但他最终还是遇害了。时年四十二岁，無子，生有二女。由门生故吏迎葬于清河。
刘勰評價陆云的文风“能布采鲜净，敏于短篇”。《晋书·陆云传》载云“著文章三百四十九篇，又撰《新书》十篇，并行于世”，《隋书·经籍志》亦有《陆云集》十二卷记载，今均佚。明朝人张溥《汉魏六朝百三家集》辑有《陆清河集》。